# ماریان استون
ماریان استون (انگلیسی: Marianne Stone؛ زادهٔ ۲۳ اوت ۱۹۲۲؛ درگذشتهٔ ۲۱ دسامبر ۲۰۰۹) یک هنرپیشه اهل بریتانیا بود.

## گزیدهٔ فیلم‌شناسی

### سینما
- کنتسی از هنگ کنگ (۱۹۶۷)
- شب‌زنده‌داری با بزن و بکوب (۱۹۶۴)
- بانوی خوشگذران (۱۹۶۲)
- لولیتا (۱۹۶۲)
- سکوت خشمناک (۱۹۶۰)
- تنها شانس من (۱۹۵۷)

### تلویزیون
- ارتش سری (۱۹۷۷)